# Musius crassicornis
Musius crassicornis är en skalbaggsart som beskrevs av Boppe 1921. Musius crassicornis ingår i släktet Musius och familjen långhorningar.
Artens utbredningsområde är Madagaskar. Inga underarter finns listade i Catalogue of Life.